# Aspalathus glossoides
Aspalathus glossoides är en ärtväxtart som beskrevs av Rolf Martin Theodor Dahlgren. Aspalathus glossoides ingår i släktet Aspalathus och familjen ärtväxter. Inga underarter finns listade i Catalogue of Life.